# Josef Smistik
Josef Smistik (Viena, 28 de novembro de 1905 — 28 de novembro de 1985) foi um futebolista austríaco. Ele competiu na Copa do Mundo FIFA de 1934, sediada na Itália, na qual a seleção de seu país terminou na quarta colocação dentre os 16 participantes.